# 国王裁可

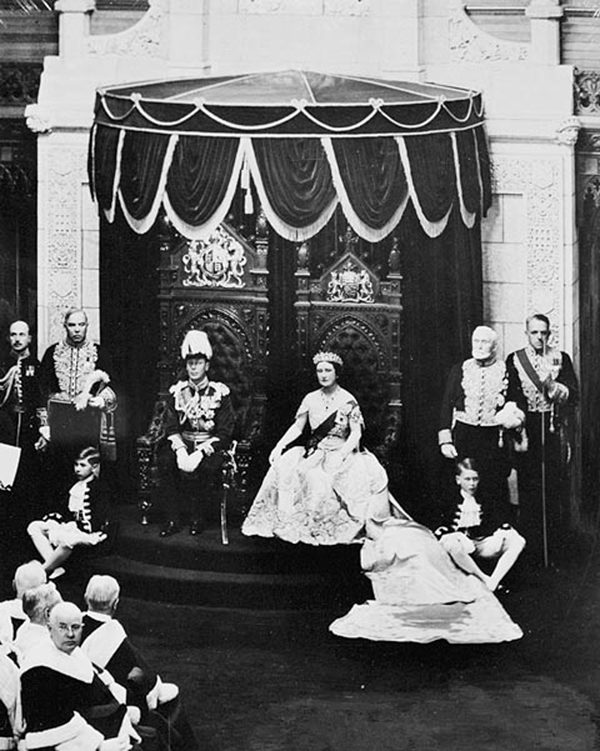
カナダ国王ジョージ6世がエリザベス王妃と共にカナダ上院に臨席し、法律に国王裁可を与える様子（1939年5月19日）

国王裁可（こくおうさいか、英語: Royal assent）、または女王裁可（じょうおうさいか）とは、君主が直接、あるいは君主を代理したる者を通じて、立法府の提出する議案を裁決し、正式に許可する事である。なお、総督が君主の代理として承認する際は総督承認（そうとくしょうにん）と呼ばれる。現代における立憲君主制の下では、君主による裁可は形式的なものに過ぎないと考えられている。イギリス、ノルウェー、オランダ、リヒテンシュタイン、モナコなど、法上、君主が法律の可決に対する許可を留保する拒否権を認めている国では、かつては頻繁に行使されていたが、18世紀以降、そのような事態は切迫した国家非常事態や政府の助言がある場合を除き、非常に稀である。
国王裁可は一般的に形式的な式典によって行われる。カナダでは、カナダ総督が上院での式典で直接裁可するか、またはカナダ議会に法案への裁可を通知する書面による宣言によって裁可することができる。オーストラリアでは、オーストラリア総督がイギリス君主の代理としてオーストラリア下院を解散する権利（解散権）と法案に署名する権利（裁可権）を持っている。

## 行使
現代では君主は政府の助言がある場合を除き、法案に拒否権を行使することはほとんどない。ロバート・ブラックバーンは、君主の裁可は現在では正当な手続きに限定され、法案が議会の確立された手続きをすべて通過したことを「証明するもの」であると示唆した。
裁可が拒否される状況は、法案が内閣の意向に反して議院によって可決され、裁可の段階で法案が法律となるのを阻止する最後の切り札とされる場合である。
イギリスでは法案への裁可として英国内の立法に対する国王裁可による拒否は、1708年にアン女王が大臣の助言によりスコットランド民兵法を拒否したのが最後の例である。

## イギリス

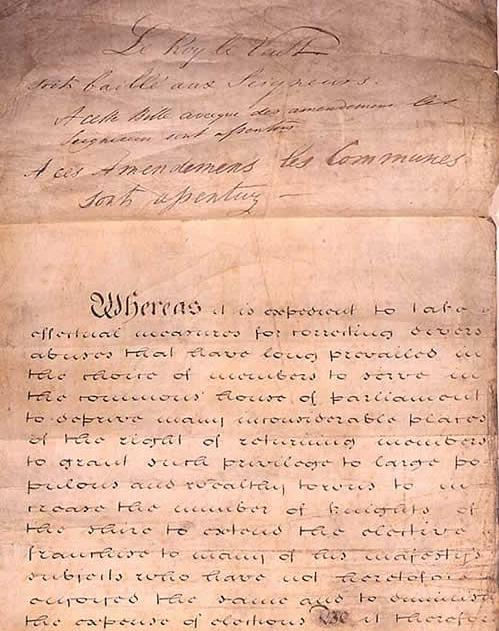
1832年、羊皮紙に書かれた改革法。国王ウィリアム4世の裁可を記した書記官の記録が法案の上に書かれており、全文はLe Roy le Veult. Soit baillé aux Seigneurs. A cette Bille avecque des amendemens les Seigneurs sont assentuz. A ces Amendemens les Communes sont assentuz.

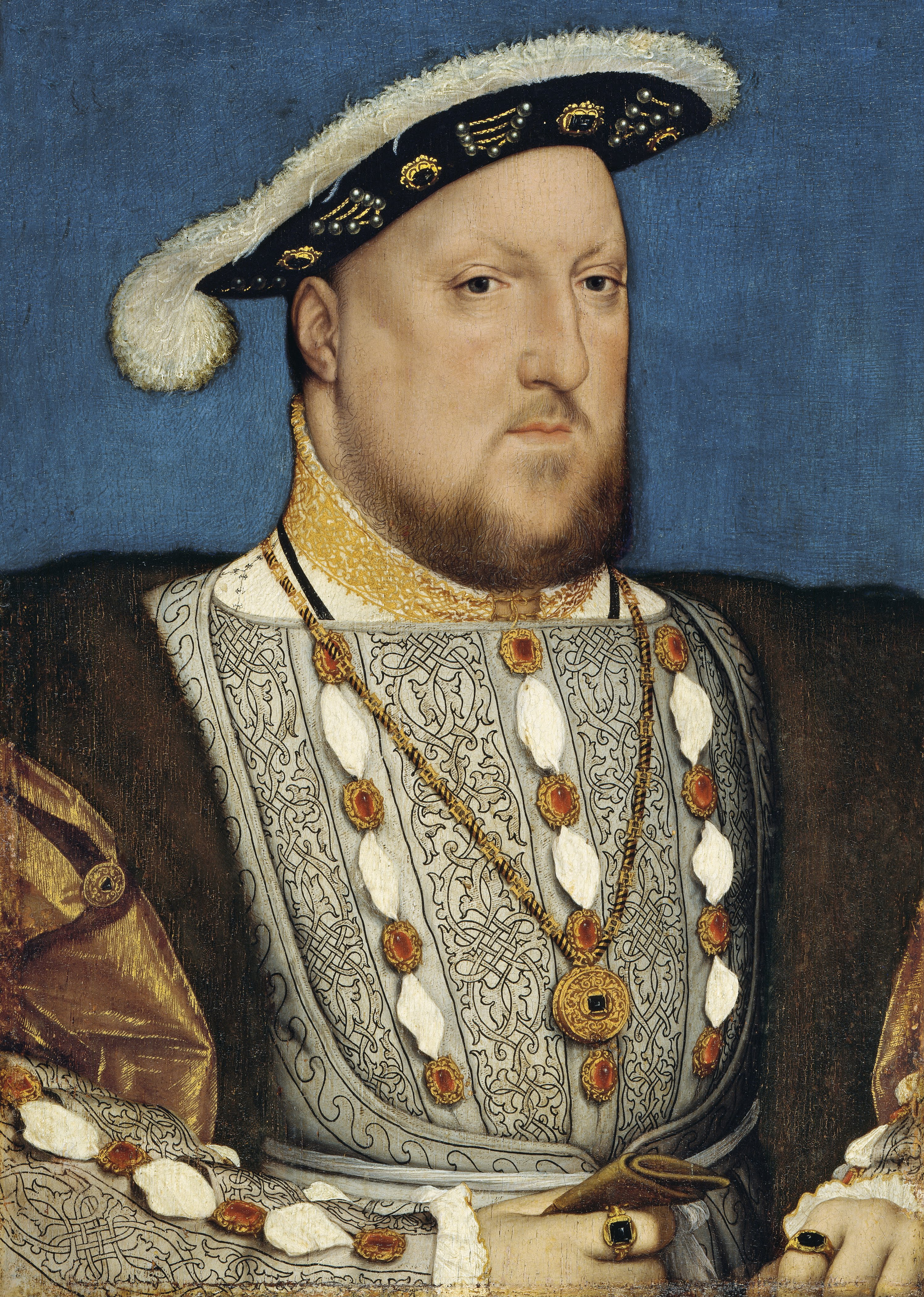
新しい国王裁可の方法を発案したヘンリー8世

1541年に制定された裁可法によって裁可権が貴族委員に委譲することが可能になる以前は、裁可は常に君主が直接議会で行うことが義務付けられていた。最後に君主が直接議会で裁可したのは、ビクトリア女王の治世下、1854年8月12日の式典であった。ただし、同法第1条第2項は、君主が自ら望めば、自ら裁可することを宣言することを妨げるものではないとしている。
1967年5月10日にエリザベス2世の裁可を受けた1967年国王裁可法にて国王裁可の意義と大まかな手続きが定められた。
現在のイギリスでは、憲法習律として議会両院で可決された法案が法律となる前に、大臣の助言による国王裁可を経なければならない。君主が自ら貴族院に出席するか、貴族院委員を任命しウェストミンスター宮殿で行われる式典にて国王の裁可が得られたことを示す特許状が両院議員出席のもと、貴族院にて慣習的に行われた形式（以下参照）で読み上げる、あるいは両院それぞれの議長から裁可の通知を別々に受ける。
連合王国議会において、君主が公法案（議員提出法案を含む）に国王裁可を与えたことを示すときにアングロ＝ノルマン語の成句である『国王そを欲す』（アングロ＝ノルマン語: Le Roy le veult）、または『女王そを欲す』（La Reyne le veult）が使われる。これは1066年のノルマン・コンクエストから1488年まで議会と司法の事務に（知識人層の言語とされた）フランス語が使われていた時代の名残であり、現代では議事進行で引き続き使用される数少ないアングロ＝ノルマン語成句の1つである。
裁可が拒否された場合、「国王／女王深慮せん」（アングロ＝ノルマン語: Le Roy s'avisera/La Reyne、法律ラテン語の婉曲語句「Rex/Regina consideret」と同義）が使われる。ただし、前述のようにイギリスでは法案への裁可として英国内の立法に対する国王裁可による拒否は、1708年にアン女王が大臣の助言によりスコットランド民兵法を拒否したのが最後の例である。
金銭法案への裁可では「国王／女王良民の奉仕を多としかくのごとく欲す」（アングロ＝ノルマン語: Le Roy/La Reyne remercie ses bons sujets, accepte leur benevolence, et ainsi le veult）が使われる。また、私法案への裁可では「望まるるがままになさしめよ」（アングロ＝ノルマン語: Soit fait comme il est désiré）が使われる。
多くの場合、大臣が自らの権限において、又は国王への助言を通じて、国王大権上の権限の大半を行使しており、イギリス君主は、憲法上、この助言に従うことを義務付けられている。とりわけ、法案への裁可に至っては、国王大権が喪失、あるいは実質的効力を喪失しているものの、民衆に公開されず、或いは明言する事なく圧力を行使し、相当の影響力を与える場合がある。
イギリス君主とその後継者は、裁可の権限の下に個人の利益に関する法律のあらゆる草案を閲覧する権限があり、時には議会すなわち国民（臣民）によって選出された議員よりも先に閲覧することもある。これらの草案には王室の所有する財産に関するあるいは影響を及ぼすあらゆる草案が含まれる（例として、ランカスター公領やコーンウォール公領など）。
さらに、裁可の権限には君主が政府に対し影響が及ぼされる可能性のある法案について法案の一部を変更するよう要請することができる。例として1968年人種関係法が挙げられる。この法律は人種差別防止のために制定されたが、女王（すなわち君主）とその家族（すなわち王室）を免除する規定を設けた。この様な免除は1970年同一賃金法や1975年性差別法などでも設けられた。

### スコットランド
スコットランドにおける裁可は1998年スコットランド法の第28条、第32条、第33条、第35条によってスコットランド議会の立法手続きの最終段階に位置付けられている。法案が議会で可決されると、スコットランド議会議長が4週間の期間を経て国王裁可を得るために可決された法案を君主に提出する 。この間、法務長官、法務官、司法長官、国務長官は、法案の合法性の審査のため、連合王国最高裁判所（2009年10月1日以前は枢密院司法委員会）に法案を付託できる。
国王裁可の公示は、スコットランド議会法（英: The Scottish Parliament (Letters Patent and Proclamations) Order 1999 (SI 1999/737)）に規定されており、スコットランドの国璽が押された特許状によって公示され、その通告はロンドン、エディンバラ、ベルファストそれぞれの官報に掲載される。
2023年1月、スコットランド議会で可決したジェンダー認識改革法案で初めてイギリス政府が1998年スコットランド法第35条に基づき、同法案が国王裁可を得るのを阻止した。

### ウェールズ
ウェールズの2006年ウェールズ政府法第102条は、ウェールズ法務長官または司法長官が、法案が議会の立法権の範囲内であるかどうかの判断を連合王国最高裁判所に委ねることができる4週間の期間を経て、議会が可決した法案を議会事務局に提出することを義務付けている。

### 北アイルランド
1998年北アイルランド法第14条に基づき、北アイルランド議会で可決された法案は、北アイルランド司法長官が法案が議会の立法権の範囲内であるかどうかの判断を連合王国最高裁判所に委ねることができる4週間の期間を経て、北アイルランド国務長官により君主に提出され、国王裁可を得なければならない。国王裁可は、1999年北アイルランド国王裁可令に規定された書式による特許状によって与えられ公示される。
1922年から1972年までの間は、1920年のアイルランド統治法に基づき、北アイルランド総督が北アイルランド議会で可決された法案に総督承認をする形であった。

## カナダ

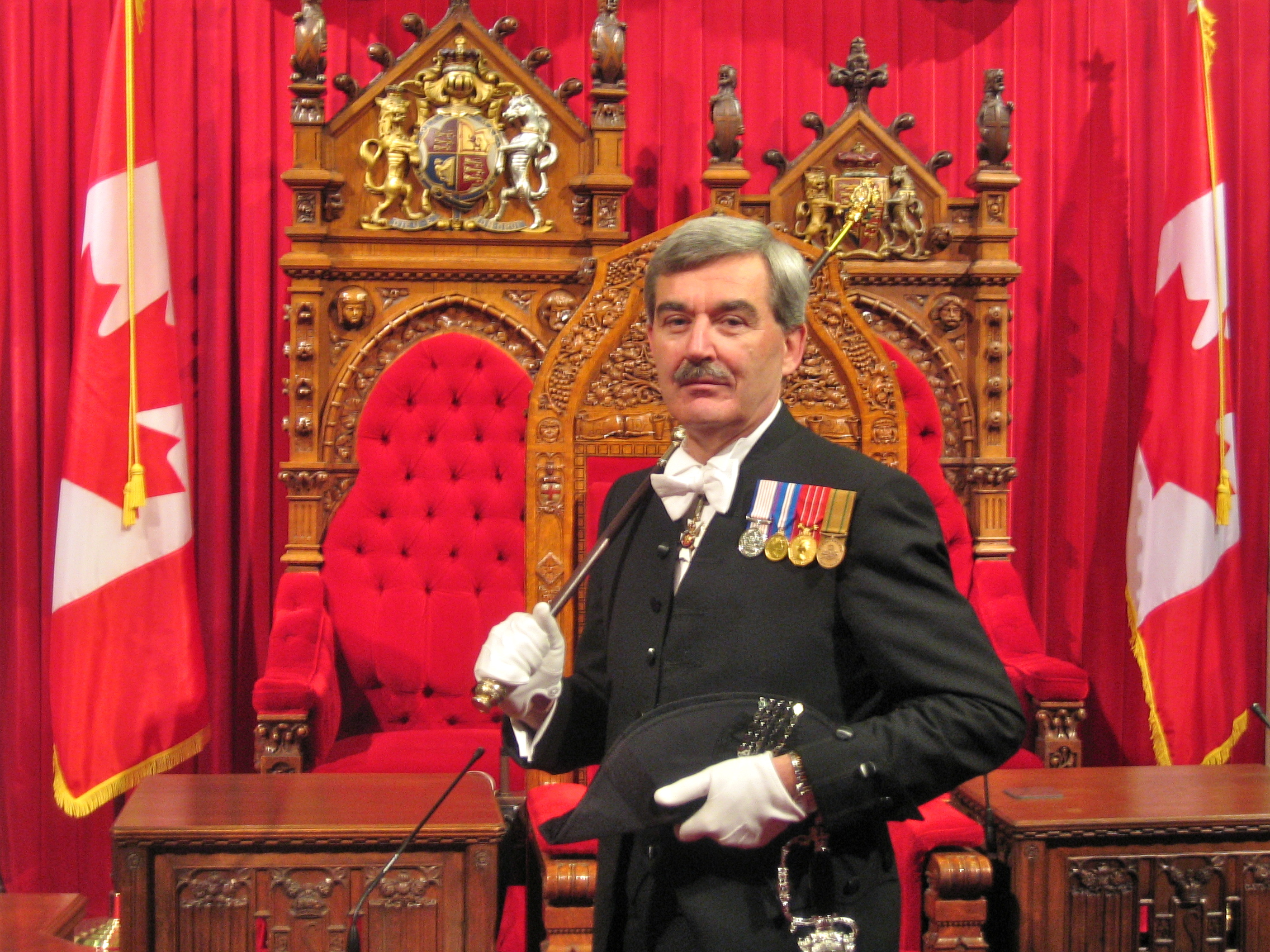
2009年にカナダ黒杖官に就任したケビン・S・マクラウド。黒杖官は、イギリスと同様、カナダでも国王裁可式の重要な要素である。

カナダでは、副総督は総督に裁可を委ねることができ、総督は連邦法案への裁可を主権者に委ねることができる。総督による裁可をもらうことができない場合、副総督（現在ではカナダ最高裁判所の判事）が裁可を与えることができる。カナダの歴史上、副総督によって裁可が留保されたのは約90回で、1961年にサスカチュワン州で留保されたのが最後である 。カナダ議会で可決された法案に総督が署名する必要は実際にはなく、署名は単なる証明に過ぎない。いずれの場合も、法案が法律として成立する前に、議会は裁可を通知される必要がある。両院への通知は同日に行う必要があり、会期外の下院への通告は、号外を発行することによって行われる。上院は開会中でなければならず、総督の書簡は議長が朗読しなければならない規定である。

## オーストラリア
オーストラリアでの法案は、オーストラリア連邦議会の両院で法案が可決されるとその法案を君主が裁可することになっているが、実際には総督が「国王 / 女王の名において、この法律を裁可する」との文言で裁可し（憲法第58条第1項）総督の裁可（総督承認）を得て議会制定法となる。施行期日については、多くの法律は、裁可と同時に施行され、または指定の期日に施行される旨の規定を有する。法案は両院とも三読会制で審議される。なお、憲法改正でも同様に有権者に対して提案（レファレンダム）し、承認を得た憲法改正案は、裁可を得るために総督に提出される。
君主は上下両院とともに連邦議会を構成し （オーストラリア憲法第1条）、かつ連邦の行政権を有する（第61条）。 君主はまた、連邦におけるその代理たる総督の任免権 （第2条）と連邦総督が裁可した法律に対する拒否権（第59条）を有している。
1900年代まで特定の事項に関する州法律案については、各州総督に対する国王の訓令および1907年オーストラリア各州憲法法（英: Australian States Constitution Act1907(UK)）の規定により、君主の裁可を得なければならなかったが、オーストラリア法第9条の規定により、この州法に対する国王裁可権も完全に払拭された。また、同法第8条は、州総督が裁可した州法に対する君主の拒否権を廃止した。

## 日本
日本においては日本国憲法第6条と第7条において、天皇による内閣総理大臣及び最高裁判所長官の任命、国事行為による認証が規定されている。第3条の規定に従い、各国事行為を実際に天皇が行う際には、内閣の助言と承認が必要とされる。
大日本帝国憲法第6条では、天皇は、帝国議会が通した法律を裁可する権利が認められた一方で、法律を拒否することも解釈上許容されていた。しかし、現実には、天皇が、帝国議会が通した法律を拒否した事例は一度もなく、天皇の法律裁可は、事実上形式的なものだった。